# 特里鎮區 (北達科他州麥肯齊縣)
特里鎮區（英語：Tri Township）是位於美國北達科他州麥肯齊縣的一個鎮區。

## 地方資料
特里鎮區的面積為323.25平方千米，當中陸地面積為294.78平方千米，而水域面積為28.46平方千米。根據2020年美國人口普查的數據，當地共有人口212人，而人口密度為每平方千米0.66人。